# Phyllachora roupalina
Phyllachora roupalina är en svampart. Phyllachora roupalina ingår i släktet Phyllachora och familjen Phyllachoraceae.

## Underarter
Arten delas in i följande underarter:
- macrospora
- roupalina